# Siyar-i Nabi
Le Siyar-I Nabi ou Histoire du prophète est un récit épique en turc mettant en scène la vie de Mahomet rédigée vers 1377-1388 par Mustafa Darir au Caire. Cette histoire est surtout connue pour le manuscrit illustré sur commande du sultan Mourad III. À l'origine composé de 814 miniatures exécutées par l'atelier impérial, 3 des 6 tomes originels sont encore conservés au palais de Topkapi à Istanbul. Les autres sont dispersés dans plusieurs collections publiques et privées à travers le monde. Il s'agit du plus grand cycle de peinture religieuse des arts de l'Islam.

## Origine du texte
Le manuscrit est rédigé vers 1377-1381 par le poète et savant aveugle turc originaire d'Anatolie Mustafa Darir d'Erzurum, alors qu'il se trouve au Caire pour le sultan mamelouk Al-Mansûr Alâ ad-Dîn Ali. Il reprend son texte qu'il achève en 1388 et l'aurait présenté au nouveau sultan Az-Zâhir Sayf ad-Dîn Barquq. Plusieurs manuscrits du texte sont diffusés en Anatolie et notamment à Bursa. Le texte est basé sur des récits de l'historien arabe Al-Waqidi, assimilant par ailleurs des légendes pré-islamiques, ainsi que des sourates du Coran. 

## Histoire du manuscrit
En 1595, Mourad III passe commande auprès de son atelier personnel, alors dirigé par Lütfi Abdullah, d'un manuscrit enluminé du texte de Mustafa Darir. L'ouvrage est achevé sous le règne de Mehmet III. Il contient alors 6 volumes et 814 miniatures. Par la suite, le manuscrit est dispersés : les volumes I, II et VI sont toujours conservés au palais de Topkapi (Hazine 1221-1223), le volume III est conservé à la  New York Public Library (Spencer Collection 157). Le volume V a disparu. Il a été émis l'hypothèse qu'il a été conservé un temps à la Bibliothèque d'État et universitaire de Saxe à Dresde mais aucune trace du manuscrit n'a été retrouvée sur place.
Au début du XXe siècle, le tome IV appartient à une princesse ottomane qui tente de le vendre au Caire. Ne parvenant pas à trouver d'acheteur, elle le vend finalement en plusieurs morceaux. La majeure partie (490 folios, 136 miniatures sont acquises par Alfred Chester Beatty, aujourd'hui conservés à la Bibliothèque Chester Beatty de Dublin (T 419). 53 feuillets sont achetés par le Major R.G. Gayer-Anderson. Après la vente de sa collection, ceux-ci sont de nouveau dispersés. Quatre d'entre eux sont vendus à Drouot en 1984 dont l'un est acquis par le musée du Louvre, lequel conserve au total 3 pages. D'autres sont conservés :
- au musée des beaux-arts de Houston[8] ;
- au sein de la Collection David (en) à Copenhague[9] ;
- au British Museum[10] ;
- au Musée d'art islamique de Berlin ;
- au Arthur M. Sackler Museum de l'université Harvard[11] ;
- au musée de l'École de design de Rhode Island[12] ;
- au Musée des arts islamiques de Malaisie[6].

## Description du manuscrit
Les archives du palais de Topkapi conservent les dépenses liées à la réalisation de l'ouvrage. 814 miniatures ont été réalisées au total dont 200 ont aujourd'hui totalement disparu : 
- le volume 1 contient 416 folios et 139 miniatures. Il présente l'histoire des prophètes, la naissance de Mahomet et sa jeunesse.
- Le volume 2 contient 506 folios et 85 miniatures. Il raconte l'histoire de Mahomet de sa première épouse Khadija et Mahomet jusqu'à la conversion des sept clans des Quraych.
- Le volume 3 contient 465 folios et 128 miniatures, et raconte les épisodes d'Isra et Miraj.
- Le volume 4 contient, d'après les éléments restant de la Chester Beatty Library, 490 folios et 136 miniatures, et racontent les épisodes du mariage de Fatima Zahra avec Ali ibn Abi Talib jusqu'à la présentation de la tête d'Abu Sufjan par Abd Allah à Mahomet. Il s'achève par un colophon indiquant qu'il a été copié vers 1594-1595 par le scribe Mustapha b. Vali.
- Le volume 6 contient 420 folios et 125 miniatures. Il commence par le mariage de Sa'd ibn Mu'adh et s'achève par la mort du prophète.

Toutes les pages mesurent environ 35,5 cm sur 27 cm pour une partie écrite de 29 sur 17 cm. L'ouvrage est écrit en naskh de 13 lignes par page. Les miniatures occupent la même surface de page, laissant parfois 3 à 6 lignes en bas de page.

## Autres manuscrits
D'autres manuscrits ottomans illustrés sont exécutés à la suite de l'exemplaire de Mourad III. L'un d'entre eux daté du XVIIe siècle est conservé partiellement au musée d'art turc et islamique d'Istanbul, constituant la copie du volume IV de la Chester Beatty.